# Harpactea zjuzini
Harpactea zjuzini är en spindelart som beskrevs av Peter Mikhailovitch Dunin 1991. Harpactea zjuzini ingår i släktet Harpactea och familjen ringögonspindlar.
Artens utbredningsområde är Azerbajdzjan. Inga underarter finns listade i Catalogue of Life.